# Jiří Pokorný (lední hokejista)
Jiří Pokorný (* 16. června 1932) je bývalý československý hokejový útočník, hodnocen jako technický a houževnatý hráč pečlivě dbající na dietu.

## Hráčská kariéra
Jako hokejista začínal ve Strašnicích, povinnou základní vojenskou službu si odsloužil v dnes již zaniklém hokejovém klubu Křídla vlasti Olomouc. V jedné sezóně zde získal svoje první medailové umístění – třetí místo. Po návratu z vojenské služby hrál opět v dnes již zaniklém klubu, tentokráte v Spartaku Motorlet.
Poté již přestoupil do pardubického Dynama, tři roky po sobě byl nejlepším střelcem týmu, v sezóně 1956/1957 s 24 góly byl třetím nejlepším střelcem ligy, v sezóně následující s 20 góly se umístil jako 5. nejlepší kanonýr, o další sezónu to bylo gólů šestnáct (dělené čtvrté místo). Na závěr svého působení i za jeho účasti se tým umístil na medailových pozicích – třetí místo.
Následoval přestup do Prahy, do dnešní Sparty, tehdy do Spartaku Praha Sokolovo. A úvodní zápas v dresu Sparty mu vyšel skvěle, tým zvítězil nad TJ Gottwaldov poměrem 14:0, když Pokorný vstřelil hattrick. V této sezóně se stal nejlepším střelcem Sparty s 25 góly (celkově dělené 7. místo). Spartě se v sezóně dařilo, v nadstavbové části, která se hrála poprvé, byla bodově nejlepší, ztrátu ze základní části se jí již nepodařilo dohnat, pro Pokorného v úvodní sezóně 1960/1961 to bylo opět třetí místo. O dva roky později stříbrná medailová pozice a v sezóně 1964/1965 další bronz. Ve své poslední sezóně o rok později odehrál již pouze 7 zápasů. Celkový střelecký účet v týmu Sparty byl 88 gólů.
Za reprezentační tým hrál poprvé 13. března 1954. V roce 1957 jako druhý pardubický hráč historie (9 let po Vladimíru Kobranovovi) se zúčastnil Mistrovství světa v Moskvě, kde se tým umístil na třetím místě. Byla to jeho jediná účast na MS. Poslední zápas za reprezentaci odehrál 23. prosince 1962. V reprezentaci odehrál 19 zápasů a vstřelil 12 gólů.

## Další kariéra
Oženil se s českou krasobruslařkou Věrou Zajíčkovou, odchovankyní Jičína. Zvolili emigraci do Holandska, kde provozovali lední revue a trénovali.